# توردیف
توردیف جماعت و شهرکی در جنوب غربی کشور تاجیکستان است که در ناحیهٔ همدانی ولایت ختلان قرار دارد. جمعیت این جماعت ۷۸۳۴ است.